# Опозиция в САЩ към войната във Виетнам
Опозицията в Съединените американски щати спрямо войната във Виетнам е съпротива на американки граждани спрямо войната във Виетнам.
Американската война във Виетнам предизвика най-упоритото антивоенно движение в историята на САЩ, което започва с началото на бомбардировките над Северен Виетнам през 1964 г. и въвеждането на бойни войски през следващата година. Допълнителен смут в голяма част от прослоиките на обществото, е че голяма част от военнослужещи мъже са от афроамерикански произход и други малцинства. Първите протести против войната започват през 1964 г. при ескалация на военните действия. Протестите против войната започват от Мичиганския университет, „преподавания“ за войната във Виетнам, моделирани след семинари за повишаване на съзнанието в подкрепа на Движението за граждански права. Събитието събира хиляди участници. До ноември 1967 г. броят на американските войски във Виетнам достига 500 000, а загиналите от страна на САЩ достигат 15 058 убити и 109 527 ранени. На 21 октомври 1967 г. се състои една от най-известните антивоенни демонстрации, около 100 000 протестиращи се събират на мемориала на Линкълн; около 30 000 от тях продължават в поход до Пентагона по-късно същата вечер.